# Liste der Kulturdenkmäler in Spangdahlem
In der Liste der Kulturdenkmäler in Spangdahlem sind alle Kulturdenkmäler der rheinland-pfälzischen Ortsgemeinde Spangdahlem aufgeführt. Grundlage ist die Denkmalliste des Landes Rheinland-Pfalz (Stand: 27. Juni 2022).

## Einzeldenkmäler
| Bezeichnung                          | Lage                                                       | Baujahr                           | Beschreibung | Bild                                    |
| ------------------------------------ | ---------------------------------------------------------- | --------------------------------- | --- | --------------------------------------- |
| Wegekreuz                            | Dahlem, Auf Engelsrech Lage                                | 1634                              | Schaftkreuz 1634, Abschlusskreuz aus dem 19. Jahrhundert | BW                                      |
| Quereinhaus                          | Dahlem, Neustraße 2 Lage                                   | 1822                              | Quereinhaus, bezeichnet 1822 und 1829 | BW                                      |
| Schulhaus                            | Dahlem, Neustraße 10 Lage                                  | 1902/03                           | ehemalige Schule von Dahlem; Rotsandsteinquaderbau, bezeichnet 1902/03 | BW                                      |
| Wohnhaus                             | Dahlem, Neustraße 12 Lage                                  | 1914–19                           | eineinhalbgeschossiges Wohnhaus, romanisierende Motive, 1914–19 | BW                                      |
| Katholische Filialkirche St. Hubert  | Dahlem, Trierer Straße 23 Lage                             | 18. Jahrhundert                   | Saalbau, 18. Jahrhundert, Chorturm wohl spätmittelalterlich, Turmdach mit Glockenlaterne wohl aus dem 18. Jahrhundert | BW                                      |
| Wegekreuz                            | Dahlem, Trierer Straße, bei Nr. 55 Lage                    | 1865                              | Wegekreuz, neugotische Inschriftplatte, bezeichnet 1865 | BW                                      |
| Metzen-Kapelle                       | Dahlem, nördlich des Ortes am Weg nach Gransdorf Lage      | 1718                              | Heiligenhäuschen; Sockel bezeichnet 1718, Nischenaufsatz wohl aus dem 19. oder frühen 20. Jahrhundert | BW                                      |
| Dohlerkapelle                        | Dahlem, nördlich des Ortes am Weg nach Gelsdorf Lage       | 19. Jahrhundert                   | schlichter Putzbau, wohl aus dem 19. Jahrhundert | BW                                      |
| Wegekreuz                            | Dahlem, nördlich des Ortes und der Dohlerkapelle Lage      | 16. Jahrhundert                   | Nischenkreuz, wohl aus dem 16. Jahrhundert | BW                                      |
| Wegekreuz und Inschrift              | Dahlem, nordöstlich des Ortes an der Dahlemer Kapelle Lage | 1622                              | Inschriftplatte, bezeichnet 1622; Schaftkreuz, wohl um 1622 | BW                                      |
| Brandenmühle                         | Dahlem, nordöstlich des Ortes im Tal des Kailbaches Lage   | 1576                              | im Kern Renaissancebau, bezeichnet 1576, Umbau im 18. oder frühen 19. Jahrhundert, Veränderungen an Obergeschoss und Dach 1934 | BW                                      |
| Wegekreuz                            | Spang, Hauptstraße                                         | um 1820/30                        | Säulenkreuz mit gotisierendem Abschlusskreuz, um 1820/30 | Direkt Bild zu diesem Denkmal hochladen |
| Wegekreuz                            | Spang, Hauptstraße                                         | 1680                              | Schaft eines Kreuzes, bezeichnet 1680 | Direkt Bild zu diesem Denkmal hochladen |
| Wohnhaus                             | Spang, Hauptstraße 6 Lage                                  | Mitte des 18. Jahrhunderts        | Wohnhaus auf hohem Keller, Mitte des 18. Jahrhunderts | BW                                      |
| Wohnhaus                             | Spang, Hauptstraße 16 Lage                                 | Mitte des 18. Jahrhunderts        | Wohnhaus, wohl aus der Mitte des 18. Jahrhunderts, drittes Geschoss wohl später | BW                                      |
| Portal                               | Spang, Hauptstraße, an Nr. 17 Lage                         | 1785                              | barockes Oberlichtportal, bezeichnet 1785 | BW                                      |
| Hofanlage                            | Spang, Hauptstraße 36 Lage                                 | erste Hälfte des 19. Jahrhunderts | Streckhof, erste Hälfte des 19. Jahrhunderts, Wohnhaus mit Treppengiebel, dreiteilige Scheune | BW                                      |
| Quereinhaus                          | Spang, Hauptstraße 40 Lage                                 | 1826                              | Quereinhaus, bezeichnet 1826, rückwärtig erweitert | BW                                      |
| Quereinhaus                          | Spang, Hillstraße 7 Lage                                   | 1854                              | Quereinhaus, bezeichnet 1854 | BW                                      |
| Quereinhaus                          | Spang, Hillstraße 18 Lage                                  | 1837                              | Quereinhaus, Wirtschaftsteil bezeichnet 1837, Wohnteil bezeichnet 1838 | BW                                      |
| Wegekreuz                            | Spang, Im Kreuzgarten Lage                                 | 1634                              | Schaftkreuz, bezeichnet 1634 | BW                                      |
| Katholische Pfarrkirche St. Nikolaus | Spang, Kirchgasse 10 Lage                                  | 1874/75                           | neugotischer Rotsandstein-Saalbau, 1874/75, Architekt Heinrich Bruck, Wittlich; mit Ausstattung; Kriegerdenkmal 1870/71, Obelisk, 1875; barockes Schaftkreuz, bezeichnet 1729 | BW                                      |
| Schulhaus                            | Spang, Kirchgasse 14 Lage                                  | 1885/86                           | ehemalige Schule des Ortsteils Spang; Rotsandsteinquaderbau in klassizistischer Tradition, 1885/86, Erweiterung 1900 | BW                                      |
| Schulhaus                            | Spang, Stiftstraße 22 Lage                                 | 1833                              | erstes Schulhaus von Spang mit Lehrerwohnung und Stall; Putzbau, 1833, Architekt Kommunalbaumeister Bruck, Wittlich | BW                                      |
| Alte Nikolauskirche und Friedhof     | Spang, nördlich des Ortes Lage                             |                                   | Turm der Alten Nikolauskirche; mittelalterlicher Westturm; angebaut die Friedhofskapelle, spätes 19. Jahrhundert, 1977 barockisierend überformt, Portal mit Akanthusranken-Bogen, 17. Jahrhundert, neugotisches Maßwerk von Nikolaus Metzen, Dahlem; Pfarrergrabmal, 1844; Grabkreuze, vorwiegend 18. und frühes 19. Jahrhundert; Kreuzweg mit sieben Stationen, wohl aus dem 18. Jahrhundert; Schaftkreuz, bezeichnet 1816 | Fotos hochladen                         |
| Scheuermühle                         | Spang, nordwestlich des Ortes im Tal des Weilbaches Lage   | 19. Jahrhundert                   | Winkelhof, 19. Jahrhundert | BW                                      |
| Heiligenhäuschen                     | Spang, südlich des Ortes Lage                              | frühes 20. Jahrhundert            | Heiligenhäuschen; romanisierende Nischenarchitektur, frühes 20. Jahrhundert | BW                                      |